# Enterococcus
Enterococcus este un gen mare de bacterii de acid lactic din încrengătura Firmicutes. Enterococii sunt coci gram-pozitivi, care de multe ori apar în perechi (diplococci) sau lanțuri scurte, și sunt dificil de distins de streptococi doar după caracteristicile fizice. Două specii sunt organisme comensale comune în intestinele oamenilor: E. faecalis (90-95%) și E. faecium (5-10%). Rareori apar infecții cu alte specii, printre care E. casseliflavus, E. gallinarum și E. raffinosus.

## Fiziologie și clasificare
Enterococii sunt organisme facultativ anaerobe, adică sunt capabili de respirație celulară în medii atât bogate, cât și sărace în oxigen. Deși aceștia nu au capacitatea de a forma spori, enterococii sunt toleranți față de o gamă largă de condiții de mediu: temperaturi extreme (10-45 °C), pH (4,5–10,0) și concentrații ridicate de clorură de sodiu.
Enterococii prezintă de obicei gamma-hemoliză pe agar cu sânge de oaie.

### Istoric
Membrii din genul Enterococcus (din greacă έντερο, éntero, „intestin” și κοκκος, coccos, „granulă”) au fost clasificate în grupa D Streptococcus până în 1984, când analiza ADN-ului genomic a indicat că ar fi mai adecvat un gen separat pentru clasificare.
Există multe specii, printre care:
- E. alcedinis[5]
- E. aquimarinus[5]
- E. asini[5]
- E. avium[5]
- E. bulliens[5][6]
- E. caccae[5]
- E. camelliae[5]
- E. canintestini[5]
- E. canis[5]
- E. casseliflavus[5]
- E. cecorum[5]
- E. columbae[5]
- E. devriesei[5]
- E. diestrammenae[5]
- E. dispar[5]
- E. durans[5]
- E. eurekensis[5]
- E. faecalis[5]
- E. faecium[5]
- E. gallinarum[5]
- E. gilvus[5]
- E. haemoperoxidus[5]
- E. hermanniensis[5]
- E. hirae[5]
- E. italicus[5]
- E. lactis[5]
- E. lemanii[5]
- E. malodoratus[5]
- E. moraviensis[5]
- E. mundtii[5]
- E. olivae[5]
- E. pallens[5]
- E. phoeniculicola[5]
- E. plantarum[5]
- E. pseudoavium[5]
- E. quebecensis[5]
- E. raffinosus[5]
- E. ratti[5]
- E. rivorum[5]
- E. rotai[5]
- E. saccharolyticus[5]
- E. saigonensis[5]
- E. silesiacus[5]
- E. sulfureus[5]
- E. solitarius
- E. termitis[5]
- E. thailandicus[5]
- E. ureasiticus[5]
- E. ureilyticus[5]
- E. viikkiensis[5]
- E. villorum[5]
- E. xiangfangensis[5]

## Evoluție
Acest gen pare să fi evoluat cu între 425 de milioane până la 500 milioane de ani în urmă.

## Patologie
Printre infecțiile clinic importante cauzate de Enterococcus se numără infecții ale tractului urinar (vezi Enterococcus faecalis), bacteriemie, endocardită bacteriană, diverticulită, meningită și peritonită bacteriană spontană. Tulpinile sensibile ale acestei bacterii pot fi tratate cu ampicilină, penicilină și vancomicină. Infecțiile tractului urinar pot fi tratate în mod special cu nitrofurantoină, chiar și în cazuri de rezistență la vancomicină.

### Meningită
Meningita enterococică este o complicație rară după neurochirurgie. De multe ori necesită tratament cu administrare intravenoasă sau intratecală de vancomicină, dar este discutabil dacă utilizarea acesteia are vreun impact asupra rezultatului: îndepărtarea tuturor dispozitivelor neurologice este o parte esențială a gestionării acestor infecții. Noi dovezi epidemiologice au arătat că enterococii sunt agenți infecțioși majori în prostatita bacteriană cronică. Enterococii sunt capabili să formeze biofilme în prostată, ceea ce face dificilă eradicarea lor.

## Rezistență antibacteriană
Din punct de vedere medical, o caracteristică importantă a acestui gen este nivelul ridicat al rezistenței intrinseci la antibiotice. Unii enterococi sunt intrinsec rezistenți la antibiotice β-lactamice (peniciline, cefalosporine, carbapeneme), precum și multe aminoglicozide. În ultimele două decenii, tulpini de Enterococcus deosebit de virulente, care sunt rezistente la vancomicină (Enterococcus rezistent la vancomicină, prescurtat EZV sau VRE) au apărut în infecții nosocomiale ale pacienților internați, în special în SUA. Alte țări dezvoltate, precum Marea Britanie, au fost scutite de această epidemie și, în 2005, Singapore a reușit să oprească o epidemie de EZV. Infecțiile cu EZV pot fi tratate cu quinupristin/dalfopristin (Synercid), cu rate de răspuns de aproximativ 70%. S-a dovedit că și tigeciclina are activitate antienterococică, precum și rifampicina.

## Calitatea apei
În masele de apă, nivelul acceptabil de contaminare este foarte scăzut. De exemplu, în statul Hawaii și marea parte a Statelor Unite ale Americii continentale, limita pentru apele de pe plajele sale este de media geometrică pe cinci săptămâni a 35 de unități formatoare de colonii per 100 ml de apă, limită peste care statul poate afișa avertismente pentru evitarea oceanului. În 2004, Enterococcus sp. a înlocuit coliformii fecali ca noul standard federal al Statelor Unite pentru calitatea apei pe plajele cu apă sărată și E. coli pe plajele cu apă dulce. Acest standard este considerat a oferi o corelație mai mare decât bacteriile coliforme fecale cu mulți dintre agenții patogeni umani adesea găsiți în canalizările urbane.